# 2e division d'infanterie indienne (Royaume-Uni)
Pour les articles homonymes, voir 2e division.
La 2e division d'infanterie indienne est une division indienne de l'Armée britannique qui combat sur différents théâtres d'opérations de la Seconde Guerre mondiale. 

## Histoire
La division est formée le 15 août 1942 à Téhéran.

Elle est reformée en 1962 comme partie du 3e corps (Inde).

## Commandants
- 1943 - 1944 : Lieutenant-Colonel GH Pulling.

## Ordre de bataille

### Unités de soutien
- ROYAL INDIAN ARMY SERVICE CORPS

- MEDICAL SERVICES

- INDIAN ELECTRICAL & MECHANICAL ENGINEERS